# Fame

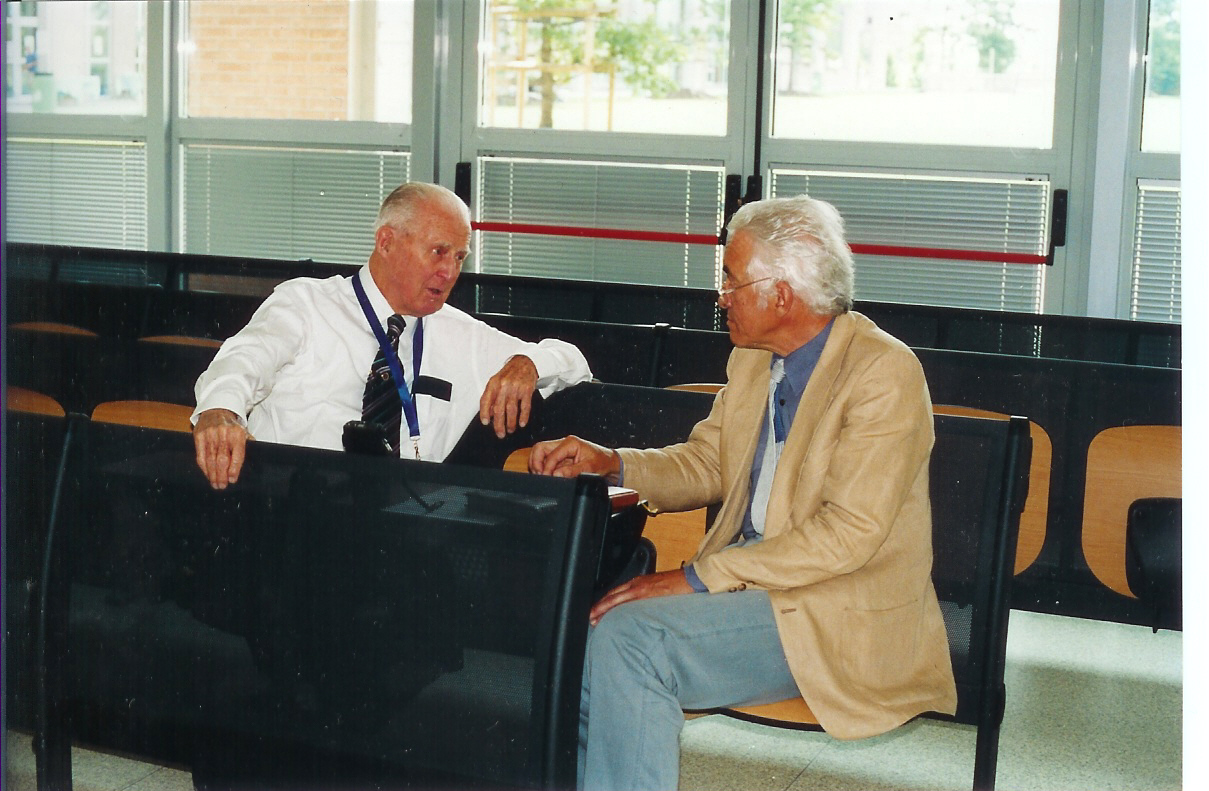
Il premio Nobel Norman Borlaug, che ha posto al centro della sua attività il problema della fame del mondo

La fame è riferita letteralmente al bisogno di cibo; può anche essere applicata metaforicamente ai desideri di altra natura. 
Il termine è usato più largamente per riferirsi ai casi di diffusa malnutrizione o privazione di cibo fra le popolazioni, solitamente dovuto a povertà, guerra, conflitti, instabilità politica, o a circostanze agricole avverse (carestia).

## La fame come condizione fisiologica
Il termine fame è usato comunemente per indicare l'avere un forte appetito o l'essere pronti per mangiare. Dopo un lungo periodo senza alimentazione, la sensazione di fame si trasforma in una sensazione progressivamente più grave, fino a diventare acutamente visceralmente dolorosa, giunti a questo stadio anche l'ingestione diretta di cibo può rivelarsi fatale in quanto l'organismo necessita ora di un recupero medicalizzato. Dopo malnutrizione prolungata, l'organismo giunge a morte a causa di un mancato apporto di principi nutritivi indispensabili. Questo stato si chiama cachessia.

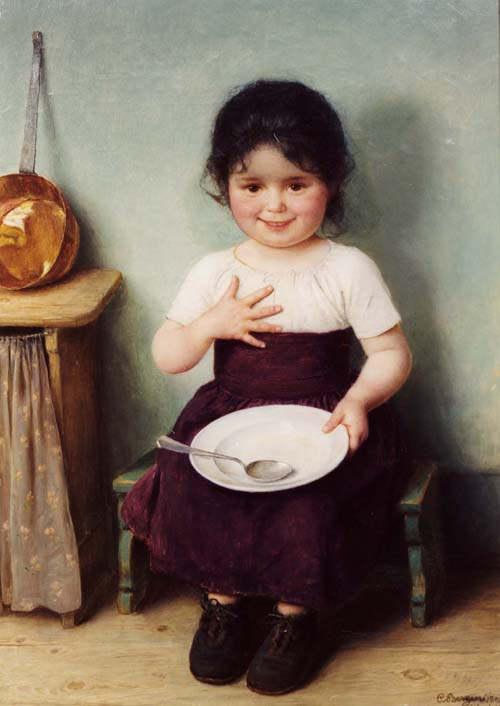
Bambina sazia dopo un pasto

## Politiche sulla fame
(Chris Hann, Keith Hart, 2011)
La fame continua ad essere un problema in tutto il mondo. Secondo l'Organizzazione per l'alimentazione e l'agricoltura delle Nazioni Unite, "850 milioni di persone nel mondo erano denutrite fra il 1999 e il 2005" ed il numero è in continuo aumento.
Nell'anno 2000 tutte le nazioni del mondo nel quadro delle Nazioni Unite (2000-Obiettivi del Millennio) si sono impegnate a ridurre la povertà della metà entro l'anno 2015. Ma in effetti il difficile obiettivo non è stato raggiunto; anzi, la fame nel mondo al 2017 è aumentata dopo un secolo , soprattutto in alcune regioni africane.

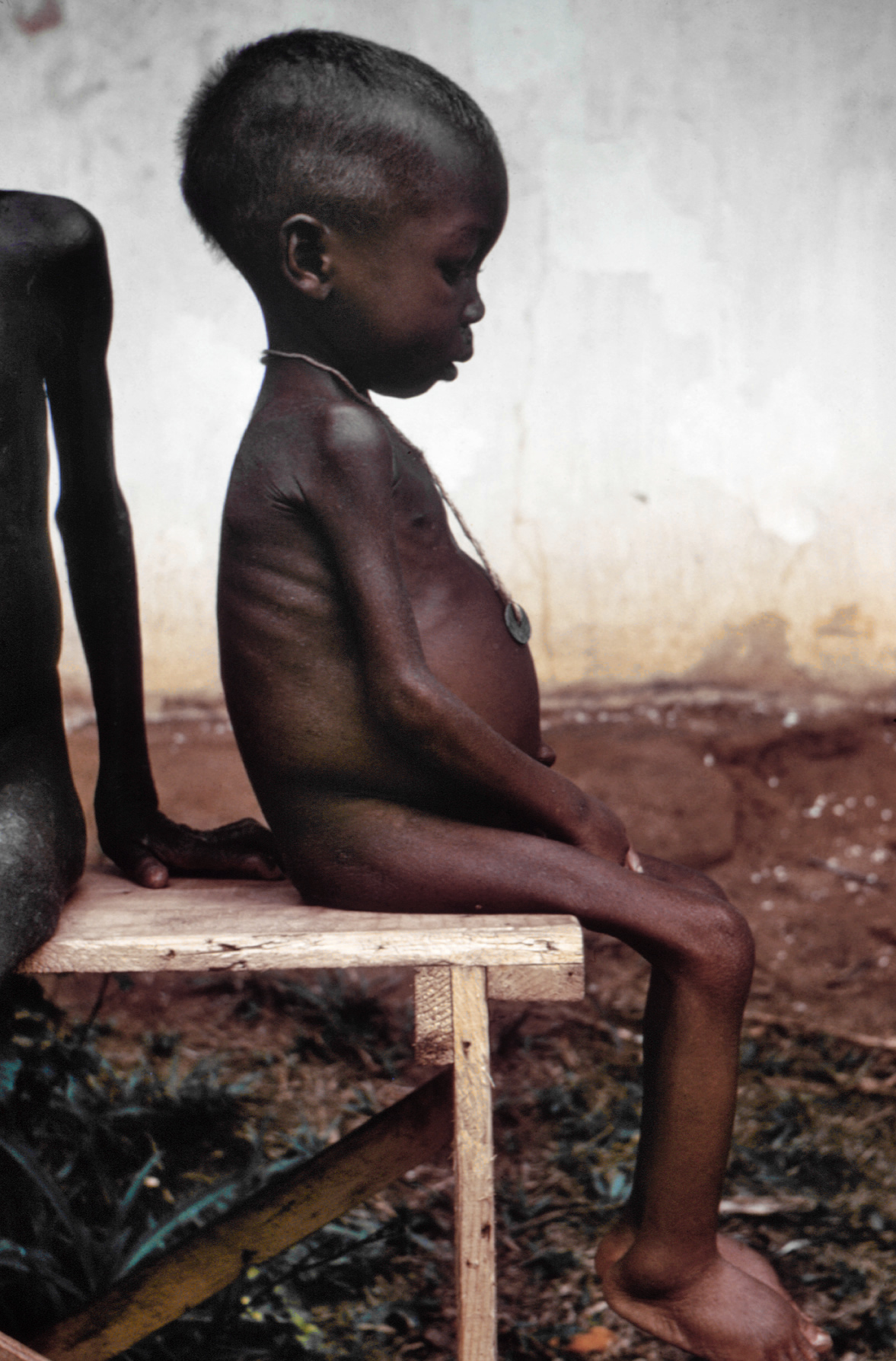
Una bambina affetta da Kwashiorkor in un campo per rifugiati durante la guerra civile nigeriana

L'equilibrio tra la produzione di alimenti e il loro consumo ha sempre costituito uno degli obiettivi più ardui delle società umane. Ragioni plurime hanno congiurato, nel corso della storia, per rendere le disponibilità inferiori al fabbisogno. A chi la osservi dal punto di vista della disponibilità di cibo la storia umana è una lunga serie di carestie interrotte da rari periodi di prosperità. Tra le ragioni delle carestie un ruolo peculiare svolge la guerra, siccome i popoli in guerra hanno sempre cercato di distruggere, reciprocamente, le messi dei nemici, e la guerra è stata indissolubilmente legata, per millenni, alla carestia.
Cause di carestie erano anche gli eventi climatici e i parassiti dei vegetali. Gli storici del clima hanno provato le conseguenze catastrofiche, sui raccolti, di lunghi periodi freddi, le piccole glaciazioni. Le cronache del passato sono ricolme, peraltro, di notizie sulla distruzione totale dei raccolti a causa di insetti, cavallette, coccinelle, coleotteri (ad esempio la dorifora), e a causa di infezioni di alcuni microrganismi, le "crittogame", causa di grandi carestie, che si sono potute controllare solo dopo la diffusione degli insetticidi e degli anticrittogamici di sintesi, anche se le relative problematiche hanno aperto questioni molto complesse. Le cronache italiane del Settecento ci propongono il quadro più inquietante della più grave carestia del secolo, quella che si protrasse tra il 1765 e il 1766, causata da giornate fredde e umide all'inizio dell'estate, che crearono le condizioni ideali per il pullulare della ruggine del frumento, uno dei funghi microscopi più dannosi, che i contadini dell'epoca non poterono combattere con alcun formulato antiparassitario. Come conseguenza ci furono decine di migliaia di morti.
Oggi gli equilibri alimentari del Pianeta sono assicurati da 2 miliardi di tonnellate di cereali, che, sommati alle altre derrate chiave, gli oli, gli zuccheri, la carne e i latticini, assicurano una razione media, per ogni abitante della terra, di 2.700 Kcal, astrattamente adeguata ai bisogni biologici. Si deve dire astrattamente siccome la media non corrisponde, palesemente, ai valori che la compongono. Nei paesi occidentali sono comuni diete che sfiorano le 5.000 Kcal, che salirebbero a 10.000 se si computassero le calorie fornite agli animali per produrre carne e latticini, mentre 800 milioni di uomini vivono al di sotto delle 2.000 Kcal, confrontandosi, quindi, con la fame e le malattie che ne derivano, e gran parte dell'Asia non supera le 2.300, dimostrando l'esistenza di vastissimi bisogni non soddisfatti.

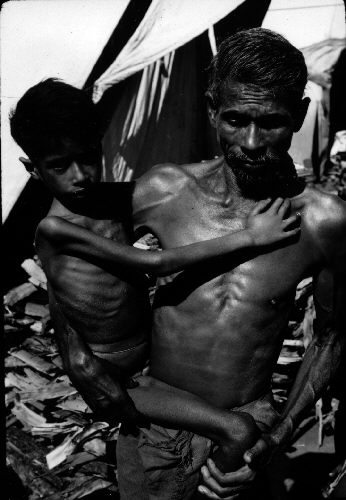
Bambino malnutrito

I due miliardi di tonnellate di cereali prodotti sul planisfero sono il risultato di cinque fattori:
- La semina dei cereali su 700 milioni di ettari, metà della superficie coltivata sul pianeta (che comprende la coltura delle foraggere, delle piante oleaginose, degli ortaggi e dei alberi da frutto, esclusi i pascoli naturali).
- La disponibilità, sul totale, di 260 milioni di ettari irrigabili, un terzo del totale su cui si realizza il 70 per cento della produzione complessiva.
- L'uso, sulla superficie irrigua, di 3.100 chilometri cubici di acqua
- L'impiego di 150 milioni di tonnellate di fertilizzanti, che, combinati con l'acqua, rendono possibili produzioni quattro volte maggiori di quelle asciutte senza fertilizzanti.
- Varietà di cereali selezionate dai genetisti per la maggiore produttività, capaci di rese cinque-dieci volte maggiori di quelle primitive.

Si deve rilevare che la produzione di cereali è cresciuta in modo travolgente, triplicandosi in entità, nell'ultimo cinquantennio, nel quale ha visto l'impiego massiccio di tutti i fattori elencati. Ma si deve rilevare che alle foreste non si può, ormai, sottrarre nuovi campi, che acqua ai grandi fiumi non se ne può più estrarre, che perciò è difficile estendere le superfici irrigue, che un impiego maggiore di fertilizzanti potrebbe rivelarsi catastrofico per gli equilibri idrologici. E che, infine, le nuove creature della genetica assicurano piccoli vantaggi sui cereali attuali, senza ricalcare i grandissimi guadagni che realizzavano quelli degli anni cinquanta. Come risultato, gli incrementi di produttività annuale delle colture mondiali continuano a diminuire. Negli anni sessanta le rese cerealicole crescevano del 3% ogni anno, negli anni settanta del 2,3%, negli anni ottanta e novanta sono cresciute del 2%, varcato il millennio gli incrementi sono stati ancora più modesti.
Mentre si prevedono massicci incrementi della domanda, soprattutto per il miglioramento delle condizioni economiche di tutta la popolazione asiatica, l'aumento futuro delle produzioni agricole in assenza di un vigoroso impulso alla ricerca, e di un programma globale di rispetto delle risorse agricole, suoli e acque, è incerto.

### Sovrapproduzione alimentare
Secondo stime FAO, ogni anno nel mondo sono perse o scartate 1.3 miliardi di tonnellate di cibo, di cui 88 milioni all'interno dell'Unione Europea. La cifra stimata è pari al 50% della produzione mondiale di grano nel 2009/2010 (2.6 miliardi di tonnellate) e ad un terzo dell'intera produzione destinata al consumo umano ed in particolare 1.8 milioni nel Regno Unito (di cui 1.2 al momento della produzione).
La sovrapproduzione alimentare ha svolto nel recente passato dei Paesi in via di sviluppo un effetto distorsivo della concorrenza e dell'equilibrio dei prezzi di mercato, riducendo la redditività e gli investimenti produttivi nel settore agricolo, e traducendosi in un incentivo alle importazioni. La causa è stata identificata con aiuti di Stato mascherati come sussidi di settore, ai quali negli anni 2000 seguirono una fase di disimpegno pubblico e un decennio di concentrazioni, di crescita dei prezzi e dei profitti.
Le cause della sovrapproduzione sono state identificate nell'esistenza di vincoli per soddisfare la domanda stagionale, di "pratiche sleali" dal lato dell'offerta in Europa, nel trasferimento del rischio operativo dalla Grande Distribuzione Organizzata ai piccoli produttori, che aumenterebbero la produzione di scorte per mitigare il costo delle rotture di stock, che potrebbe causare l'interruzione di qualsiasi rapporto di fornitura. Inoltre, la situazione sarebbe aggravata da errori nella previsione della domanda o dalla cancellazione di ordinativi girati senza preavviso a fornitori più convenienti. 

Nel 2008, l'FBI ipotizzò l'esistenza di un cartello di prezzo nei nodi terminali della filiera distributiva dei pomodori negli Stati Uniti.

## La "lotta alla fame"
Per la possibilità di sconfiggere la fame nel mondo si scontrano due scuole di pensiero: una sottolinea soprattutto la necessità di una migliore distribuzione delle risorse alimentari, la seconda vuole, invece, porre l'accento sulla necessità di aumentare le capacità produttive, come avvenne con la "Rivoluzione verde".

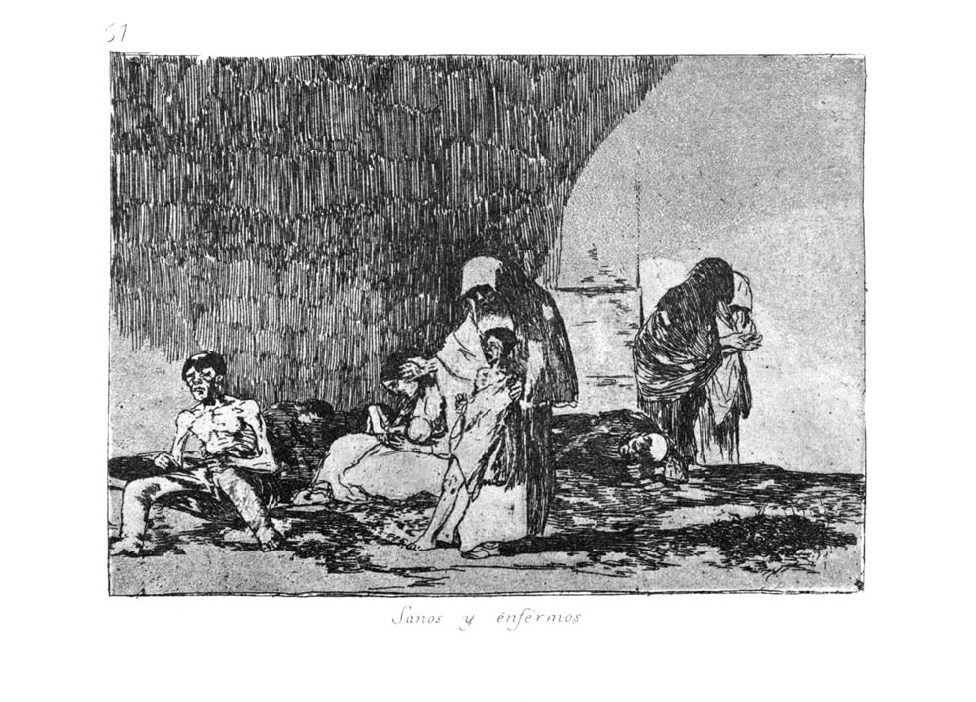
Goya:I disastri della guerra

In piena decolonizzazione, i paesi occidentali erano usciti, da poco, dalla ricostruzione postbellica. Allora nessuno parlava della condizioni di fame  che si presentavano endemiche e diffusissime in quasi tutti i paesi coloniali come in quelli che avevano ottenuto da poco la libertà. Fu la Chiesa di allora, nella sua lungimiranza, a sollevare il problema che veniva ben illustrato da tutte le missioni religiose presenti in quei luoghi. 
Attraverso l'azione dei suoi movimenti, non necessariamente composti di ecclesiastici e non solo limitati ai cattolici, poiché l'azione su questi problemi è sentito e presente a tutte le Confessioni cristiane, rafforzati anche dalla spinta del Concilio Vaticano II, si sviluppò un'azione profonda di promozione per spingere il mondo ad una consapevolezza che tuttora perdura. È doveroso ricordare che questi movimenti non si limitarono soltanto alla denuncia, ma coinvolsero tutte le altre Chiese cristiane in collaborazioni stabili che miravano a migliorare le condizioni di vita di quelle popolazioni al punto da coinvolgere anche le altre religioni diverse dal Cristianesimo. 
Da questa azione promossa dal mondo occidentale si passò, quasi contemporaneamente ad un impegno organico di queste associazioni nei vari paesi colpiti dalla fame. La riduzione di questo fenomeno è stata, anche, un risultato raggiunto per mezzo delle opere di questi movimenti.

## Zone interessate dalla fame

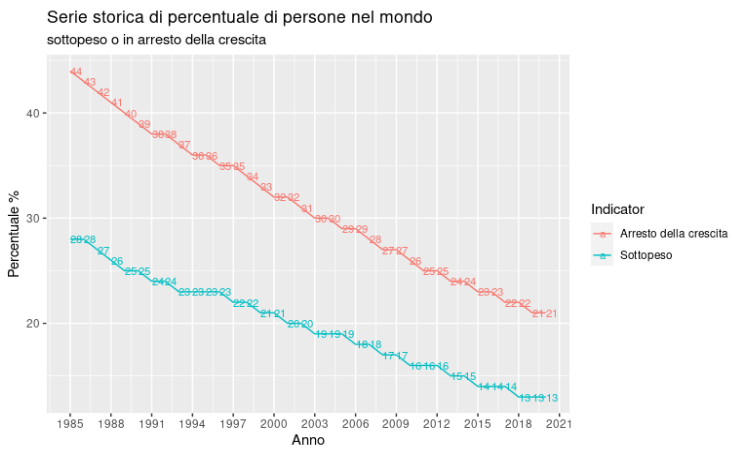
Fonte: https://data.unicef.org/dv_index/ Sottopeso è al di sotto di 2 deviazioni standard dalla media del peso mentre arresto della crescita è al di sotto di 2 deviazioni standard dalla media dell'altezza

Le zone interessate dalla malnutrizione sembrerebbero essere le stesse coinvolte in conflitti armati o prese di mira dal fenomeno del Land grabbing. Le regioni coinvolte sono quelle del terzo e quarto mondo e non solo: stando ai dati raccolti, sarebbero ben 50 le Nazioni colpite a elevata entità, una cifra drammaticamente alta così come riportato dagli ultimi dati sulla fame nel mondo

## Nella cultura di massa
Il tema del Nutrire il pianeta è stato scelto come argomento centrale dell'Expo 2015 di Milano. Pensato ancora quando la comunità mondiale riteneva che si fossero create le premesse per una stabile situazione di surplus agricoli e che il problema fosse principalmente quello di una più equa distribuzione del cibo, ha visto in un breve periodo di tempo spostarsi verso rialzi impensabili dei prezzi delle derrate agricole, mentre le eccedenze di cereali venivano dirottate verso la produzione di biocarburanti

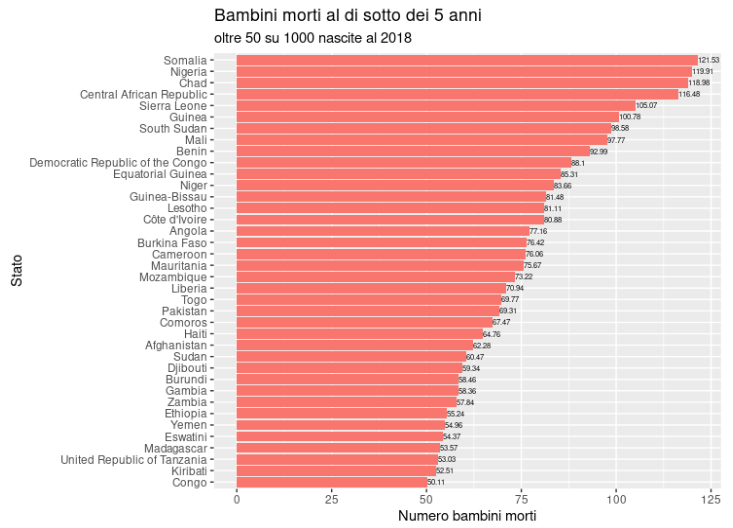
Fonte: https://data.unicef.org/dv_index/